# Бальтра (Галапагоські острови)
Бальтра (ісп. Baltra) або Сеймур-Сур (ісп. Seymour Sur) — невеликий острів у складі Галапагоського архіпелагу, розташований біля його центру. Бальтра — єдиний острів архіпелагу, що цілком не входить до складу Національного парку Галапагос. Цей острів утворився в результаті геологічного підняття океанського дна. Бальтра дуже суха, її рослинність складається переважно з лутиги, кактусів роду Opuntia і дерев Lignum Vitae.
У роки Другої світової війни на острові була побудована військово-повітряна база США для патрулювання Тихого океану в пошуках ворожих підводних човнів та прикриття Панамського каналу. Після закінчення війни все майно бази було передане уряду Еквадору, який утворив на її місці власну військову базу.
До 1986 року на Бальтрі знаходився єдиний на архіпелазі аеропорт, що пов'язував архіпелаг з материком. Зараз побудовані ще два аеропорти на островах Сан-Кристобаль та Ісабела, але більшість рейсів і досі робиться з цього острова. У 2007 році розпочалася реконструкція аеропорту, що включає будівництво додаткових ресторанів, магазинів та залів очікування. Реконструкцію планується закінчити до кінця 2008 року. Зазвичай туристи не залишаються на острові, а транспортуються на інші острови через дві пристані острова.
У 1930-ті роки вчені в межах експерименту переселили 70 місцевих ігуан на сусідній острів Сеймур-Норте. Результат опинився несподіваним — під час війни ігуани, що залишилися на острові, вимерли. У 1980-ті роки ігуан з острова Сеймур-Норте перевели в дарвінівський центр з метою відновленню популяції, а потім в 1990-ті роки знову виселили на Бальтрі.